# Palanjek Pokupski
Palanjek Pokupski est un village situé dans le comitat de Sisak-Moslavina, en Croatie. Le village est habité par des Serbes et comptait 17 habitants au recensement de 2001.